# Sistema de Jussieu

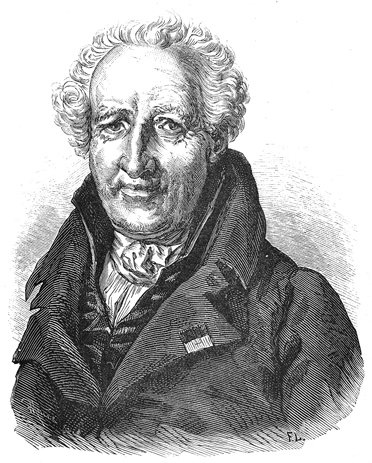
Antoine-Laurent de Jussieu

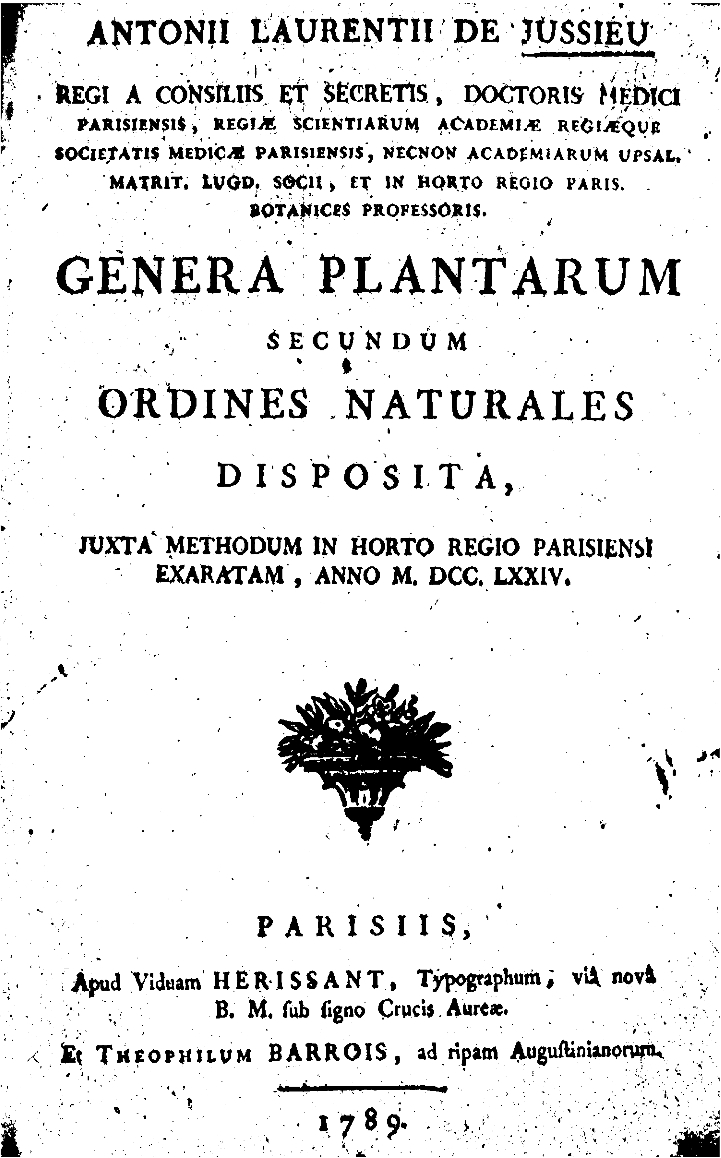
"Genera Plantarum, secundum..."

O sistema de  Jussieu foi a tentativa pioneira na   criação de um sistema de classificação das plantas, tendo permanecido como base  para futuras ampliações do sistema natural de classificação de plantas, principalmente de  investigadores franceses como  Cuvier e  de Candolle, e inclusive de pesquisadores alemães e ingleses, que se baseavam no sistema Linneano.
Esse sistema  taxonômico  foi apresentado pelo botânico francês Antoine Laurent de Jussieu (1748-1836) na sua obra Genera Plantarum, secundum ordines naturales disposita juxta methodum in Horto Regio Parisiensi exaratam, anno 1774. MS. notes, publicada em Paris, 1789. A obra foi de importância fundamental como ponto de partida para a nomenclatura botânica no rank de família.
O sistema de Jussieu, baseado em caracteres morfológicos para a classificação das plantas,  divide o reino vegetal em três  grupos principais:
- Acotyledones, que inclui as criptogâmicas e incorretamente algumas  monocotiledóneas
- Monocotyledones (Monocotiledóneas)
- Dicotyledones (Dicotiledóneas e Gimnospérmicas).

Jussieu considera 15 classes, 100 ordens (atualmente consideradas  famílias), com 1754 gêneros de plantas:

## Classificação

### Acotyledones
- I. Acotyledones (plantas sem cotilédones)
Classe 1.
Ordem 1. Fungi
Gêneros: Mucor, Lycoperdon, Tuber, Clathrus, Phalus, Boletus, Helvella, Peziza, Cantharellus, Amanita, Suillus, Hydnum, Agaricus, Merulius, Auricularia, Hericius, Clavaria.
Ordem 2. Algae
Gêneros: Byssus, Conferva, Tremella, Ulva, Fucus, Cyathus, Hypoxylum, Sphaeria, Lichen.
Ordem 3. Hepaticae
Gêneros: Riccia, Blasia, Anthoceros, Targionia, Jungermannia, Marchantia.
Ordem 4. Musci
Gêneros: Splachnum, Polytrichum, Mnium, Hypnum, Fontinalis, Bryum, Phascum, Buxbaumia, Sphagnum, Porella, Lycopodium.
Ordem 5. Filices
Gêneros: Ophioglossum, Onoclea, Osmunda, Acrostichum, Polypodium, Asplenium, Hemionitis, Elechnum, Lonchitis, Pteris, Myriotheca, Adiantum, Darea, Trichomanes, Zamia, Cycas, Pilularia, Lemma, Salvinia, Oetes, Quisetum.
Ordem 6. Naiades
Gêneros: Hippuris, Chara, Ceratophyllum, Myriophyllum, Naias, Saururus, Aponogeton, Potamogeton, Ruppia, Zanichellia, Callitriche, Lenticula.

### Monocotyledones
- II. Monocotyledones (plantas com 1 cotilédone)
Classe 2. Estames hipogínicos (quando os estames se inserem no receptáculo da flor abaixo do nível do ovário)
Ordem 7. Aroideae
Gêneros: Ambrosinia, Zostera, Arum, Calla, Dracontium, Pothos, Houttuynia, Orontium, Acorus.
Ordem 8. Typhae
Gêneros: Typha, Sparganium.
Ordem 9. Cyperoideae
Gêneros: Carex, Fuirena, Schaenus, Gahnia, Eriophorum, Scirpus, Thryocephalum, Killingia, Mapania, Chrysitrix.
Ordem 10. Gramineae
Gêneros: Cinna, Anthoxanthum, Bobartia, Aristida, Alopecurus, Phleum, Phalaris, Paspalum, Digitaria, Panicum, Milium, Agrostis, Stipa, Lagurus, Saccharum, Holcus, Andropogon, Anthistiria, Spinifex, Ischaemum, Tripsacum, Cenchrus, Aegilops, Rottbollia, Aira, Melica, Dactylis, Sesleria, Cynosurus, Lolium, Elymus, Hordeum, Triticum, Secale, Bromus, Festuca, Poa, Uniola, Briza, Avena, Arundo, Oryza, Erharta, Zizania, Uziola, Ardus, Ygeum, Apluda, Zea, Pharus, Olyra, Cornucopiae, Coix, Manisuris, Pommereulla, Remirea, Nastus, Pariana e outros.
Classe 3. Estames perigínicos ( quando os estames se inserem à volta do nível do ovário)
Ordem 11. Palmae
Gêneros: Calamus, Phaenix, Areca, Elate, Cocos, Elais, Caryota, Nipa, Corypha, Licuala, Latania, Lontarus, Chamaerops, Mauritia.
Ordem 12. Asparagi
Gêneros: Dracaena, Dianella, Hipogonum, Flagellaria, Asparagus, Callixene, Philesia, Medeola, Trillium, Paris, Convallaria, Ruscus, Smilax, Dioscorea, Tamnus, Rajania.
Ordem 13. Junci
Gêneros: Eriocaulum, Restio, Xyris, Aphyllantes, Juncus, Rapatea, Pollia, Callisia, Commelina, Tradescantia, Butomus, Damasonium, Alisma, Sagittaria, Cabomba, Scheuchzeria, Triglochin, Arthecium, Elonias, Veratrum, Colchicum.
Ordem 14. Lília
Gêneros: Tulipa, Erythronium, Methonica, Uvularia, Fritillaria, Lialis.
Ordem 15. Bromeliae
Gêneros: Burmannia, Tillandsia, Xerophyta, Bromelia, Agave.
Ordem 16. Asphodeli
Gêneros: Aletris, Aloe, Anthericum, Phalangium, Asphodelus, Basilaea, Hyacinthus, Phormium, Massonia, Cyanella, Albuca, Scilla, Ornithogalum, Allium.
Ordem 17. Narcissi
Gêneros: Gethyllis, Bulbocodium, Hemerocallis, Crinum, Tulbagia, Haemanthus, Amaryllis, Pancratium, Narcissus, Leucoium, Galanthus, Hypoxis, Pontederia, Polianthes, Alstroemeria, Tacca.
Ordem 18. Irides
Gêneros: Galaxia, Sisyrinchium, Tigridia, Ferraria, Iris, Moraea, Ixia, Cipura, Watsonia, Gladiolus, Antholysa, Witsenia, Tapeinia, Crocus, Xiphidium, Wachendorfia, Dilatris, Argolasia.
Classe 4. Estames epigínicos ( quando os estames se inserem acima do nível do ovário)
Ordem 19. Musae
Gêneros: Musa, Heliconia, Ravenala.
Ordem 20. Cannae
Gêneros: Catimbium, Canna, Globba, Myrosma, Amomum, Costus, Alpinia, Maranta, Thalia, Curcuma, Kaempferia.
Ordem 21. Orchideae
Gêneros: Orchis, Satyrium, Ophrys, Serapias, Limodorum, Thelymitra, Disa, Cypripedium, Bipinnula, Arethusa, Fogonia, Epidendrum, Vanilla.
Ordem 22. Hydrocharides
Gêneros: Vallisneria, Stratiotes, Hydrocharis, Nynphaea, Nelumbium, Trapa, Proserpinaca, Pistia.

### Dicotyledones
- III. Dicotyledones (plantas com dois cotilédones)
A. Monoclinae
a) Apetalae
Classe 5. Estames epigínicos
Ordem 23. Aristolochiae
Gêneros: Aristolochia, Asarum, Cytinus.
Classe 6. Estames perigínicos
Ordem 24. Elaeagni
Gêneros: Thesium, Quinchamalium, Osyris, Fusanus, Hippophae, Elaeagnus, Nyssa, Conocarpus, Bucida, Terminalia, Chuncoa, Pamea, Tanibouca.
Ordem 25. Thymelaeae
Gêneros: Dirca, Lagetta, Daphne, Passerina, Stellera, Struthiola, Lachnea, Dais, Gnidia, Nectandra, Quisqualis.
Ordem 26. Proteae
Gêneros: Protea, Banksia, Roupala, Brabeium, Embothrium.
Ordem 27. Lauri
Gêneros: Laurus, Ocotea, Ajovea, Myristica, Virola, Hernandia.
Ordem 28. Polygoneae
Gêneros: Coccoloba, Atraphaxis, Polygonum, Rumex, Rheum, Triplaris, Calligonum, Pallasia, Koenigia.
Ordem 29. Atripleces
Gêneros: Phytolacca, Rivinia, Salvadora, Bosea, Petiveria, Polycnemum, Camphorosma, Galenia, Basella, Anredera, Anabasis, Caroxylum, Salsola, Spinacia, Acnida, Beta, Chenopodium, Atriplex, Crucita, Axyris, Blitum, Ceratocarpus, Salicornia, Coryspermum.
Classe 7. Estames hipogínicos
Ordem 30. Amaranthi
Gêneros: Amaranthus, Celosia, Aerua, Digera, Iresine, Achyranthes, Gomphrena, Illecebrum, Paronychia, Herniaria.
Ordem 31. Plantagines
Gêneros: Psyllium, Plantago, Littorella.
Ordem 32. Nyctagines
Gêneros: Nyctago, Boerhaavia, Pisonia, Buginvillaea.
Ordem 33. Plumbagines
Gêneros: Plumbago, Statice.
b) Monopetalae
Classe 8. Corola hipogínica (quando a corola se insere abaixo do nível do ovário)
Ordem 34. Lysimachiae
Gêneros: Centunculus, Anagallis, Lysimachia, Hottonia, Coris, Sheffieldia, Limosella, Trientalis, Aretia, Androsace, Primula, Cortusa, Soldanella, Dodecatheon, Cyclamen, Globularia, Conobea, Tozzia, Samolus, Utricularia, Pinguicula, Menyanthes.
Ordem 35. Pediculares
Gêneros: Polygala, Veronica, Sibthorpia, Disandra, Ourisia, Piripea, Erinus, Manulea, Castilleia, Euphrasia, Buchnera, Bartsia, Pedicularis, Rhinananthus, Melampyrum, Hyobanche, Obolaria,  Orobanche, Lathraea.
Ordem 36. Acanthi
Gêneros: Acanthus, Dilivaria, Blepharis, Thumbergia, Barleria, Ruellia, Justicia, Dianthera.
Ordem 37. Jasmineae
Gêneros: Nyctanthes, Lilac, Hebe, Fraxinus, Chionanthus, Olea, Phyllirea, Mogorium, Jasminum, Ligustrum.
Ordem 38. Vitices
Gêneros: Clerodendrum, Volkameria, Aegiphila, Vitex, Callicarpa, Manabea, Premna, Petitia, Cornutia, Gmelina, Theca, Avicennia, Petraea, Citharexilum, Duranta, Verbena, Eranthemum, Selago, Hebenstretia, etc.
Ordem 39. Labiatae
Gêneros: Lycopus, Amethystea, Cunila, Ziziphora, Monarda, Rosmarinus, Salvia, Colinsonia, Bugula, Teucrium, Satureia, Nepeta, Lavandula, Mentha, Lamium, Galeopsis, Betonica, Stachys, Ballota,  Marribium, Leonurus, Phlomis, Molucella, Origanum, Clinopodium, Thymus, Dracocephalum, Horminum, Mellitis, Germanea, Ocimum, Trichostema, Brunella Scutellaria, etc.
Ordem 40. Scrophulariae
Gêneros: Buddleia, Scoparia, Russelia, Capraria, Stemodia, Halleria, Galvezia, Achimenes, Scrophularia, Matourea, Dodartia, Gerardia, Cymbaria, Linaria, Antirrhinum, Hemimeris, Digitalis, Paederota, Calceolaria, Baea, Columnea, Besleria, Cyrtandra, Gratiola, Torenia, Vandellia, Lindernia, Mimulus, Polypremum, Montira, Chwalbea, Schwenkia, Browallia.
Ordem 41. Solaneae
Gêneros: Celsia, Verbascum, Hyoscyamus, Nicotiana, Datura, Triguera, Jaborosa, Mandragora, Atropa, Nicandra, Physalis, Aquartia, Solanum, Capsicum, Lycium, Cestrum, Bontia, Brunfelsia, Crescentia.
Ordem 42. Borragineae (Boragineae)
Gêneros: Patagonula, Cordia, Ehretia, Menais, Arronia, Ournefortia, Hydrophillum, Phacelia, Ellisia, Dichondra, Messerschmidia, Cerinthe, Coldenia, Heliotropium, Echium, Lithospermum, Pulmonaria, Onosma, Symphytum, Lycopsis, Myosotis, Anchusa, Borrago, Asperugo, Cynoglossum, Nolana, Siphonanthus, Falkia.
Ordem 43. Convolvuli
Gêneros: Maripa, Mouroucoa, Retzia, Convolvulus, Ipomaea, Evolvulus, Nama, Hydrolea, Sagonea, Cressa, Cuscuta, Diapensia, Loeselia.
Ordem 44. Polemonia
Gêneros: Phlox, Polemonium, Cantua, Hoitzia.
Ordem 45. Bignoniae
Gêneros: Chelone, Sesamum, Incarvillea, Millingtonia, Jacaranda, Catalpa, Tecoma, Bignonia, Tourretia, Martynia, Craniolaria, Pedalium.
Ordem 46. Gentianae
Gêneros: Gentiana, Vohiria, Coutoubea, Swertia, Chlora, Exacum, Lisianthus, Tachia, Chironia, Nigrina, Spigelia, Ophiorrhiza, Potalia.
Ordem 47. Apocineae
Gêneros: Vinca, Matelea, Ochrosia, Tabernaemontana, Cameraria, Plumeria, Nerium, Echites, Ceropegia, Pergularia, Stapelia, Periploca, Apocinum, Cynanchum, Asclepias, Ambelania, Pacouria, Allamanda, Melodinus, Gynopogon, Raulvolfia, Ophioxylon, Cerbera, Carissa, Strychnos, Theophrasta, Anasser, Fagraea, Gelsemium.
Ordem 48. Sapoteae
Gêneros: Jacquinia, Manglilla, Sideroxilum, Bassia, Mimusops, Imbricaria, Chrysophyllum, Lucuma, Achras, Myrsine, Inocarpus, Olax, Leea.
Classe 9. Corola perigínica (quando a corola se insere à volta do nível do ovário)
Ordem 49. Guaiacanae
Gêneros: Diospyros, Royena, Pouteria, Styrax, Halesia, Alstonia, Symplocos, Ciponima, Paralea, Hopea.
Ordem 50. Rhododendra
Gêneros: Kalmia, Rhododendrum, Azalea, Rhodora, Ledum, Befaria, Itea.
Ordem 51. Ericae
Gêneros: Cyrilla, Blaeria, Erica, Andromeda, Arbutus, Clethra, Pyrola, Epigaea, Epacris, Gaultheria, Brossaea, Argophyllum, Vaccinium, Empetrum, Hudsonia.
Ordem 52. Campanulaceae
Gêneros: Ceratostema, Forgesia, Mindium, Canarina, Campanula, Trachelium, Roella, Gesneria, Cyphia, Scaevola, Phyteuma, Lobelia.
Classe 10. Corola epigínica, anteras unidas (quando a corola se insere acima do nível do ovário)
Ordem 53. Cichoraceae
Gêneros: Lampsana, Rhagadiolus, Prenanthes, Chondrilla, Lactuca, Sonchus, Hieracium, Crepis, Drepania, Hedypnois, Hyoseris, Taraxacum, Leontodon, Picris, Helmintia, Scorzonera, Tragopogon, Urospermum, Geropogon, Hypochaeris, etc.
Ordem 54. Cinarocephalae
Gêneros: Atractulis, Cnicus, Carthamus, Carlina, Arctium, Carduus, Crocodilium, Calcitrapa, Seridia, Jacea, Cyanus, Zoegea, Rhaponticum, Centaurea, Pacourina, Serratula, Pteronia, Staehelina, Jungia, Nassauvia, Gundelia, Echinops, Corymbium, Sphaeranthus, etc.
Ordem 55. Corymbiferae
Gêneros: Kuhnia, Cacalia, Eupatorium, Ageratum, Elephantopus, Chuquiraga, Mutisia, Barnadesia, Xeranthemum, Gnaphalium, Filago, Leysera, Shawia, Seriphium, Staebe, Conyza, Baccharis, Chrysocoma, Erigeron, Aster, Inula, Tussilago, Senesio, Tagetes, Doronicum, Calendula, Chrysanthemum, Pectis, Bellium, Arnica, Gorteria, Matricaria, Bellis, Cotula, Adenostemma, Struchium, Grangea, Ethulia, Carpesium, Hippia, Tanacetum, Artemisia, Tarchonanthus, Calea, Athanasia, Micropus, Santolina, Anacyclus, Anthemis, Achillea, Eriocephalus, Buphtalmum, Osmites, Encelia, Sclerocarpus, Unxia, Flaveria, Milleria, Sigesbeckia, Polymnia, Baltimora, Eclipta, Spilanthus, Bidens, Verbesina, Coreopsis, Zinnia, Ballieria, Silphium, Melampodium, Chrysogonum, Helianthus, Helenium, Rudbeckia, Tithonia, Galardia, Wedelia, Oedera, Agriphyllum, Arctotis, Tridax, Amellus, Pardisium, Ceruana, Iva,  Clibadium, Parthenium, Ambrosia, Xanthium, Nephelium, etc.
Classe 11. Corola epigínica, anteras distintas (quando a corola se insere acima do nível do ovário)
Ordem 56. Dipsaceae
Gêneros: Morina, Dipsacus, Scabiosa, Knautia, Allionia, Valeriana, etc.
Ordem 57. Rubiaceae
Gêneros: Sherardia, Asperula, Gallium, Crucianella, Valantia, Rubia, Anthospermum, Houstonia, Knoxia, Spermacoce, Diodia, Galopina, Richardia, Phyllis, Hedyotis, Oldenlandia, Carphalea, Coccocipsilum, Gomozia, Petesia, Catesbaea, Portalandia, Bellonia, Virecta, Macrocnemum, Bertiera, Dentella, Mussaenda, Cinchona, Tocoyena, Posoqueria, Rondeletia, Genipa, Gardenia, Coutarea, Hillia, Duroia, Chomelia, Pavetta, Ixora, Coussarea, Malanea, Antirhea, Chimarrhis, Chiococca, Psychotria, Coffea, Canthium, Erithalis, Laugeria, Guettarda, Psathura, Myonima, Pyrostria, Vangueria, Mathiola,  Mitchella, Canephora, Patabea, Evea, Tapogomea, Morinda, Nauclea, Cephalanthus, Serissa, Pagamea, Faramea, Hydrophylax, etc.
Ordem 58. Caprifolia
Gêneros: Triosteum, Symphocarpos, Diervilla, Xylosteum, Caprifolium, Hortensia, Sambucus, Cornus, Hedera, etc.
c) Polypetalae
Classe 12. Estames epigínicos
Ordem 59. Araliae
Gêneros: Gastonia, Polyscias, Aralia, Cussonia, Panax.
Ordem 60. Umbelliferae
Gêneros: Aegopodium, Tapsia, Seseli, Imperatoria, Chaerophyllum, Scandix, Coriandrum, Cutaria, Ammi, Daucus, Caucalis, Tordylium, Hasselquistia, Artedia, Buplevrum, Eryngium, Bolax, Hydrocotyle, Azorella, Lagoecia, Heracleum, Peucedamum, Drusa, Mulinum, Selinum, Angelica, Laserpitum, etc.
Classe 13. Estames hipogínicos
Ordem 61. Ranunculaceae
Gêneros: Clematis, Atragene, Thalictrum, Hydrastis, Anemone, Hamadryas, Adonis, Ranunculus, Ficaria, Myosurus, Trollius, Helleborus, Isopyrum, Nigella, Garidella, Aquilegia, Delphinium, Aconitum, Caltha, Paeonia, Zanthorhiza, Cimicifuga, Actaea, Podophyllum.
Ordem 62. Papaveraceae
Gêneros: Sanguinaria, Argemone, Papaver, Glaucium, Chelidonium, Bocconia, Hypecoum, Fumaria.
Ordem 63. Cruciferae
Gêneros: Raphanus, Sinapis, Brassica, Turritis, Arabis, Hesperis, Heliophila, Cheiranthus, Erysimum, Sisymbrium, Dentaria, Clypeola, Alyssum, Subularia, Draba, Cochlearia, Iberis, Crambe, Isatis, etc.
Ordem 64. Capparides
Gêneros: Cleome, Cadaba, Capparis, Sodada, Crateva, Morisonia, Durio, Marcgravia, Norantea, Reseda, Drosera, Parnassia, etc.
Ordem 65. Sapindi
Gêneros: Cardiospermum, Paullinia, Sapindus, Talisia, Aporetica, Schmidelia, Ornitrophe, Euphoria, Melicocca, Toulicia, Trigonis, Molinaea, Cossignia, Matayba, Enourea, Cupania, Pekea.
Ordem 66. Acera
Gêneros: Aesculus, Acer, Hippocratea, Thryallis.
Ordem 67. Malpighiae
Gêneros: Banisteria, Triopteris, Malpighia, Trigonia, Erythroxylum.
Ordem 68. Hyperica
Gêneros: Ascyrum, Brathys, Hypericum.
Ordem 69. Guttiferae
Gêneros: Mesua, Rheedia, Calophyllum, Vateria, Elaeocarpus, Allophyllus, Vatica, etc.
Ordem 70. Aurantia
Gêneros: Ximenia, Heisteria, Fissilia, Chalcas, Bergera, Citrus, Limonia, Ternstromia, Tonabea, Thea, Camellia, etc.
Ordem 71. Meliae
Gêneros: Winterania, Symphonia, Tinus, Geruma, Aytonia, Quivisia, Turraea, Ticorea, Sandoricum, Portesia, Trichilia, Elcaja, Guarea, Ekebergia, Melia, Aquilicia, Swietenia, Cedrela.
Ordem 72. Vites
Gêneros: Cissus, Vitis.
Ordem 73. Gerania
Gêneros: Geranium, Eolum, Balsamina, Oxalis.
Ordem 74. Malvaceae
Gêneros: Palava, Malope, Malva, Althaea, Lavatera, Malachra, Pavonia, Urena, Napaea, Sida, Anoda, Laguna, Solandra, Hibiscus, Malvaviscus, Gossypium, Senra, Fugosia, Plagianthus, Quararibea, Melochia, Malachodendrum, Gordonia, Hugonia, Bombax, Adansonia, Pentapetes,  Theobroma, Abroma, Quazuma, Melhania, Dombeya, Assonia, Byttneria, Ayenia, Kleinhovia, Helicteres, Sterculia, Pachira, etc
Ordem 75. Magnoliae
Gêneros: Euryandra, Drymis, Illicium, Michelia, Magnolia, Talauma, Liriodendrum, Mayna, Dillenia, Curatella, Ochna, Quassia.
Ordem 76. Anonae
Gêneros: Anona, Unona, Uvaria, Cananga, Xilopia.
Ordem 77. Menisperma
Gêneros: Cissampelos, Menispermum, Leaeba, Epibaterium, Abuta.
Ordem 78. Berberides
Gêneros: Berberis, Leontice, Epimedidium, Rinorea, Conoria, Riana, Corynocarpus, Barreria, Poaraqueiba, Hamamelis, Othera, Rapanea, etc.
Ordem 79. Tiliaceae
Gêneros: Walteria, Hermannia, Mahernia, Antichorus, Corchorus, Heliocarpos, Triumfetta, Sparmannia, Sloanea, Apeiba, Muntingia, Flacurtia, Oncoba, Stewartia, Grewia, Tilia, Bixa, Laetia, Banara.
Ordem 80. Cisti
Gêneros: Cistus, Helianthemum, Viola, Piriqueta, Piparea, Tachibota.
Ordem 81. Rutaceae
Gêneros: Tribulus, Fagonia, Zygophyllum, Guaiacum, Ruta, Peganum, Dictamnus, Melianthus, Diosma,  Emplevrum, Aruba.
Ordem 82. Caryiphylleae
Gêneros: Ortegia, Loeflingia, Holosteum, Polycarpon, Donatia, Mollugo, Minuartia, Queria, Bufonia, Sagina, Alcine, Pharnaceum, Moerhingia, Elatine, Bergia, Spergula, Cerastium, Cherleria, Arenaria, Stellaria, Gypsophila, Saponaria, Dianthus, Silene, Cucubalus, Lychnis, Agrostemma, Velezia, Drypis, Sarothra, Rotala, Frankenia, Linum, Lechea.
Classe 14. Estames perigínicos
Ordem 83. Sempervivae
Gêneros: Tillaea, Crassula, Cotyledon, Rhodiola, Sedum, Sempervivum, Septas, Pentherum.
Ordem 84. Saxigrafae
Gêneros: Heuchera, Saxifraga, Tiarella, Mitella, Chrysosplenium, Adoxa, Weinmannia, Cunonia, Hydrangea.
Ordem 85. Cacti
Gêneros: Ribes, Cactus.
Ordem 86. Portulaceae
Gêneros: Portulaga, Talinum, Turnera, Bacopa, Montia, Rokejeka, Tamarix, Telephium, Corrigiola, Scleranthus, Gymnocarpus, Trianthema, Limeum, Claytonia, Gisekia.
Ordem 87. Ficoideae
Gêneros: Reaumuria, Nitraria, Sesuvium, Aizoon, Glinus, Orygia, Mesembryanthemum, Tetragonia.
Ordem 88. Onagrae
Gêneros: Mocanera, Vahlia, Cercodea, Montinia, Serpicula, Circaea, Ludwigia, Jussiaea, Oenothera, Epilobium, Gaura, Cacoucia, Combretum, Guiera, Fuchsia, Mouriria, Ophira, Baeckea, Memecylon, Jambolifera, Escallonia, Sirium, Santalum, Mentzelia, Loasa.
Ordem 89. Myrti
Gêneros: Alangium, Dodecas, Melaleuca, Leptospermum, Guapurium, Psidium, Myrtus, Eugenia, Caryophyllus, Decumaria, Punica, Philadelphus, Sonneratia, Faetidea, Catinga, Butonica, Stravadium, Pirigara, Couroupita, Lecythis.
Ordem 90. Melastomae
Gêneros: Blakea, Melastoma, Tristemma, Topobea, Tibouchina, Mayeta, Tococa, Osbeckia, Rhexia.
Ordem 91. Salicariae
Gêneros: Lagerstromia, Munchausia, Pemphis, Ginoria, Grislea, Lausonia, Crenea, Lythrum, Acisanthera, Parsonsia,  Cuphea, Isnardia, Ammannia, Glaux, Peplis.
Ordem 92. Rosaceae
Gêneros: Malus, Pyrus, Cydonia, Mespilus, Crataegus, Sorbus, Rosa, Poterium, Sanguisorba, Ancistrum, Acaena, Agrimonia, Nevrada, Cliffortia, Aphanes, Alchimilla, Sibbaldia, Tormentilla, Potentilla, Fragaria, Comarum, Geum, Dryas, Rubus, Spiraea, Suriana, Tetracera, Tigarea, Delima, Acioa, Parinarium, Plinia, Calycanthus, Ludia, Blakwellia, Homalium, Napimoga.
Ordem 93. Leguminosae
Gêneros: Mimosa, Gleditsia, Gymnocladus, Ontea, Ceratonia, Tamarindus, Parkinsonia, Schotia, Guilandina, Taralea, Parivoa, Vouapa, Cynometra, Hymenaea, Bauhinia, Palovea, Cersis, Possira, Anagyris, Sophora, Mullera, Coublandia, Ulex, Aspalathus, Borbonia, Liparia, Genista, Cytisus, Crotalaria, Lupinus, Ononis, Arachis, Anthyllis, Dalea, Psoralea, Trifolium, Melilotus, Medicago, Trigonella, Lotus, Dolichos, Phaseolus, Erythrina, Clitoria, Glycine, Abrus, Amorpha, Caragana, Astragalus, Biserulla, Colutea, Glycyrriza, Galega, Indigofera, Lathirus, Pisum, Orobus, Vicia, Faba, Ervum, Cicer, Scorpiurus, Ornithopus, Hippocrepis, Coronilla, Hedysarum, Aeschynomene, Diphysa, Dalbergia, Amerimnon, Galedupa, Andira, Geoffraea, Deguelia, Nissolia, Coumarouna, Acouroa, Pterocarpus, Apalatoa, Detarium, Copaifera, Myrospermum, Securidaca, Brownaea, Zygia, Arouna.
Ordem 94. Terebintaceae
Gêneros: Cassuvium, Anacardium, Mangifera, Connarus, Rhus, Rourea, Cneorum, Rumphia, Comocladia, Canarium, Icica, Amyris, Scopolia, Schinus, Spathelia, Therebinthus, Bursera, Toluifera, Tapiria, Poupartia, Spondias, Simaba, Ayalantus, Brucea.
Ordem 95. Rhamni
Gêneros: Staphylea, Evonymus, Polycardia, Celastrus, Myginda, Goupia, Rubentia,  Cassine, Schrebera, Ilex, Prinos, Mayepea, Samara, Rhamnus, Ziziphus, Paliurus, Colletia, Ceanothus, Hovenia, Phylica, Brunia, Bumalda, Gouania, Plectronia, Carpodetus, Aucuba, Votomita.
B. Diclinae
Classe 15.
Ordem 96. Euphorbiae
Gêneros: Mercuriales, Euphorbia, Argythamnia, Cicca, Phyllanthus, Xylophylla, Kirganelia, Kiggellaria, Clutia, Andrachne, Agyneja, Buxus, Securinega, Adelia, Mabea, Ricinus, Jatropha, Dryandra, Aleurites, Croton, Acalypha, Caturus, Excaecaria, Tragia, Sttilingia, Sapium, Hippomane, Maprounea, Sechium, Hura, Omphalea, Plukenetia, Dalechampia.
Ordem 97. Cucurbitaceae
Gêneros: Gronovia, Sycios,Bryonia, Elaterium, Melothria, Anguria, Momordica, Cucumis, Cucurbita, Trichosanthes, Ceratosanthes, Fevillea, Zanonia, Passiflora, Murucuia, Tacsonia, Papaya.
Ordem 98. Urticae
Gêneros: Ficus, Ambora, Dorstenia, Hedycaria, Perebea, Cecropia, Artocarpus, Morus, Elatostema, Boehmeria, Procris, Urtiga, Forskaalea, Parietaria, Ptranthus, Humulus, Cannabis, Theligonum, Gunnera, Misandra, Piper, etc.
Ordem 99. Amentaceae
Gêneros: Fhotergilla, Ulmus, Celtis, Salix, Populus, Myrica, Betula, Carpinus, Fagus, Quercus, Corylus, Liquidambar, Platanus.
Ordem 100. Coniferae
Gêneros: Ephedra, Casuarina, Taxus, Juniperus, Cupressus, Thuja, Araucaria, Pinus, Abies.

### Incertae sedis
A) Monopetalae.
Gêneros: Willichia, Maba, Stilbe, Amasonia, Simbuleta, Galipaea, Mescharia, Penaea, Eriphia, Tarpura, Baslovia, Geniostoma, Galax, Badula, Doraena, Porana, Moutabea, Ropourea, Weigela, Bladhia, Lerchea, Raputia, Monniera, Saraca, Codon, Ceodes, Phyllachne, Forstera, Chloranthus, Pongatium.
B) Polypetalae.
Gêneros: Qualea, Vochisia, Dialium, Salacia, Gevuina, Orixa, Skimmia, Krameria, Dobera, Azima, Melicytus, Pennantia, Ruyschia, Souroubea, Commersonia, Aldrovanda, Schefflera, Lindera, Soulamea, Nandina, Melicope, Sassia, Margaritaria, Clausena, Barbylus, Codia, Monotropa, Dionaea, Hippomanica, Ouratea, Crinodendrum, Deutzia, Agathophyllum, Calinea, Caraipa, Vantanea, Touroulia, Vallea, Mahurea, Houmiria, Trilix, Sarracenia, Caryocar, Temus, Aphyteia, Tontelea, Strumpfia, Adenia, Begonia.
C) Apetalae hermafrodita.
Gêneros: Meborea, Cometes, Amanoa, Capura, Scopolia, Aniba, Plegorhiza, Anavinga, Aquilaria, Samyda, Cassytha, Tomex, Tounatea, Seguieria, Maerua, Ablania, Mourera, Coriaria, Mniarum, Catonia, Gonocarpus,  Linconia, Trewia.
D) Apetalae diclinae.
Gêneros: Ascarina, Glochidion, Meryta, Trophis, Batis, Antidesma, Tonina, Siparuna, Myroxylon, Nephentes, Quillaja, Pandanus, Balanophora, Cynomorium, Datisca.